# Journey (album de Journey)
Albums de Journey
Look Into The Future
(1976)
Journey est le premier album du groupe Journey sorti en 1975. Le guitariste Neal Schon et le claviériste Gregg Rolie sont des anciens membres de Santana. Le batteur britannique Aynsley Dunbar a d'abord formé le groupe Aynsley Dunbar Retaliation, puis il a ensuite joué avec Frank Zappa et les Bluesbreakers de John Mayall. Le guitariste rythmique George Tickner ne jouera avec Journey que le temps de cet album, il quittera après celui-ci et ne sera jamais remplacé, si ce n'est qu'avec l'arrivée en 1981 du claviériste Jonathan Cain qui joue aussi la guitare rythmique. Ce dernier remplacera Gregg Rolie comme claviériste. 

## Liste des chansons
| No | Titre                              | Auteur                                  | Durée |
| -- | ---------------------------------- | --------------------------------------- | ----- |
| 1. | Of a Lifetime                      | Gregg Rolie, George Tickner, Neal Schon | 6:54  |
| 2. | In the Morning Day                 | Rolie, Ross Valory                      | 4:27  |
| 3. | Kohoutek (Instrumental)            | Schon, Rolie                            | 6:46  |
| 4. | To Play Some Music                 | Rolie, Schon                            | 3:19  |
| 5. | Topaz (Instrumental)               | Tickner                                 | 6:12  |
| 6. | In My Lonely Feeling/Conversations | Rolie, R. Valory                        | 5:01  |
| 7. | Mystery Mountain                   | Rolie, Tickner, Diane Valory            | 4:23  |

## Personnel
- Gregg Rolie : Claviers, chant
- Neal Schon : Guitare solo, chœurs
- George Tickner : Guitare rythmique, chœurs
- Ross Valory : Basse, chœurs
- Aynsley Dunbar : Batterie, percussions, chœurs